# Дудар Тарас Павлович
Дудар Тарас Павлович (нар. 15 жовтня 1975, Київ) — український режисер ігрового кіно, документального кіно та телебачення.

## Біографія
У 1995 році після закінчення Київського естрадно-циркового училища вступив до Київського державного інституту театрального мистецтва ім. І. Карпенка-Карого, кінофакультет, майстерня Ю. М. Терещенко. Який закінчив у 1999 році. Ще будучи студентом почав працювати режисером-постановником на телебаченні.
- 1998 р. режисер програми «Метрополітен» канал ТРК «Київ».
- 1999 р. ТРК «Золоті ворота» канал «Ут2» — програми «М-Стиль».
- 2001 р."Життя тварин" — на замовлення УНТК Інтер"
- 2002—2007рр — Режисер-постановник програми «Шанс» на каналі «Інтер».
- 2002—2006гг. — Режисер-постановник програми «Гінесс-Шок» з Сергієм Романюком.
- 2007 р. Режисер постановник шоу «Зірковий дует» з Машею Єфросініною та DJ Пашею на каналі «Інтер».
- 2008—2009 рр. Головний режисер ТРК «Україна», Режисер-постановник «Шоу Вєрки Сердючки»
- 2010 р. Режисер постановник шоу прихованої камери «Без ГМО» з Фаготом і Фоззі ТРК «Україна»
- 2010 р. Режисер-постановник розважальної програми «ГПУ» на каналі «1+1».
- 2011 р. Режисер-постановник шоу прихованої камери «Нереальні предки» з Андрієм Кузьменко на т/к ТЕТ.
- 2011 р. Режисер-постановник телепроекту «Битва націй» з Андрієм Кузьменко на ICTV.
- 2013 р. Режисер-постановник романтичного реаліті-шоу «Ідеальна невістка» для «7 каналу» Казахстан
- З 2014 році починає працювати в ігровому кіно:
- 2015 р. Режисер-постановник телесеріалу «Провідниця».
- 2016 р. Режисер-постановник міні серіалу «Будинок на холодному ключі» на замовлення ТРК «Україна»
- 2017 р. Режисер-постановник міні серіалу «Дитина на мільйон» на замовлення ТРК «Україна»
- 2018 р. Режисер-постановник  серіалу «Спадкоємиця мимо волі» на замовлення ТРК «Україна»
- 2018 р. Режисер-постановник міні серіалу «Обмани себе» на замовлення ТРК «ICTV»
- 2019 р. Режисер-постановник міні серіалу «Німа» на замовлення ТРК «Україна»
- 2019 р. Режисер-постановник художнього фільму «Генделик» за підтримки Державного агентства України з питань кіно.
- 2019 р. Режисер-постановник серіалу «Швабра» на замовлення «СТБ»
- 2020 р.  Режисер-постановник міні серіалу « Ти тільки мій» на замовлення ТРК " України.
- 2020 р. Режисер-постановник серіалу « Швабра 2» на замовлення СТБ
- 2021 р. Режисер-постановник серіалу спец. проект "ДВРЗ. Операція «Новий рік» на замовлення ТРК «ICTV»
- 2023 р. Режисер-постановник художнього фільму «Крашанка». Виробництво «Мамас-продакшин» при підтримці «FILM.UA», «Starlight.media», «Kinotonly».

Режисер документальних фільмів:
- «Достоєвська дівчинка»,
- «Мій друг президент»,
- «Чотири способи перейти річку»,
- «Три по чуть-чуть для моїх друзів»,
- «Такі справи»,
- «Многая літа»,
- «Глорія»,
- «Собачий вальс»,
- «Давай вб'ємо  музиканта».